# Фонтаниле дел Чечо (Рим)
Фонтаниле дел Чечо је насеље у Италији у округу Рим, региону Лацио.
Према процени из 2011. у насељу је живело 54 становника. Насеље се налази на надморској висини од 85 м.